# Torre de' Roveri
Torre de' Roveri är en ort och kommun i provinsen Bergamo i regionen Lombardiet i Italien. Kommunen hade 2 478 invånare (2018).